# هری رودلسدین
هری رودلسدین (به انگلیسی: Harry Ruddlesdin) بازیکن فوتبال زادهٔ ۱۸۷۶ اهل کشور انگلستان که سابقهٔ بازی در تیم ملی فوتبال انگلستان را در کارنامهٔ خود دارد. وی در تاریخ ۲۹ فوریه ۱۹۰۴ نخستین بازی ملی خود را در مقابل تیم ملی فوتبال ولز انجام داد و با حضور در ۳ بازی ملی، در تاریخ ۱ آوریل ۱۹۰۵ واپسین بازی ملی‌اش را در برابر تیم ملی فوتبال اسکاتلند برگزار کرد.